# Ricardo Vidal
Ricardo Jamin Vidal (Mogpog, 6 februari 1931 – Cebu City, 18 oktober 2017) was een Filipijns geestelijke en een kardinaal van de Rooms-Katholieke Kerk.
Vidal studeerde aan de Minor Seminary of the Most Holy Rosary en de San Carlos Seminary in Manilla. Op 17 maart 1956 werd hij priester gewijd. Vervolgens was hij spiritueel directeur van de Seminary of Mount Carmel.
Vidal werd op 10 september 1971 benoemd tot bisschop-coadjutor van Malolos en tot titulair bisschop van Claternae. Zijn bisschopswijding vond plaats op 30 november 1971. Op 22 augustus 1973 volgde zijn benoeming tot aartsbisschop van Lipa. Op 13 april 1981 werd hij benoemd tot aartsbisschop-coadjutor van Cebu. Toen Julio Rosales op 24 augustus 1982 aftrad als aartsbisschop van Cebu, volgde Vidal hem in die functie op.
Vidal werd tijdens het consistorie van 25 mei 1985 kardinaal gecreëerd. Hij kreeg de rang van kardinaal-priester. Zijn titelkerk werd de Santi Pietro e Paolo a Via Ostiense. Vidal nam deel aan het conclaaf van 2005, waarin hij de enige Filipijnse kardinaal was.
Van 1985 tot 1987 was Vidal voorzitter van de bisschoppenconferentie van de Filipijnen. Hij was een van de oprichters van de Katholieke orde Catechist Missionaries of St. Theresa.
Vidal ging op 15 oktober 2010 met emeritaat. Hij overleed in 2017 op 86-jarige leeftijd.
- International Standard Name Identifier: 0000 0001 1499 8543
- Library of Congress Control Number: n2010162577
- Virtual International Authority File: 163505422
- WorldCat: E39PBJvxpy7thBwP93893Hrpfq